# Ögii nuur, Arkhangai
Ögii nuur (tiếng Mông Cổ: Өгий нуур, hồ Ogii) là một sum của tỉnh Arkhangai tại miền trung Mông Cổ. Vào năm 2009, dân số của sum là 3.086 người.

## Lịch sử
Sum Ögii nuur đã có người ở liên tục kể từ thời đại đồ đồng và đồ sắt tại Mông Cổ. Vào thời Mông Ngột Quốc, khu vực ngày nay thuộc sum nằm dưới sự cai trị của người Nãi Man, một bộ tộc ở trung tây Mông Cổ.
Năm 1952, sum chính thức được hình thành và hợp tác xã đầu tiên tại đây xuất hiện năm 1955.

## Địa lý
Sum Ögii nuur nằm ở phía đông của tỉnh Arkhangai và có diện tích khoảng 1,686 km². Nó nằm gần hợp lưu giữa hai con sông Tamir và Orkhon. Sum được đặt tên theo hồ Ögii trên địa bàn. Trung tâm sum, Zegstei, nằm cách tỉnh lị Tsetserleg khoảng 100 km. Ögii nuur có khí hậu khô và ấm, và được bao phủ bởi thảo nguyên.

## Hành chính
Ögii nuur được chia thành năm bag (xã):
- Doit
- Togloh
- Ögii
- Zegstei (trung tâm sum)
- Orkhon